# Thạch Thất (xã)
Thạch Thất là một xã thuộc thành phố Hà Nội, thủ đô của Việt Nam. Xã được hình thành trên cơ sở sáp nhập toàn bộ diện tích tự nhiên, quy mô dân số của thị trấn Liên Quan và các xã Cẩm Yên, Đại Đồng, Kim Quan, Lại Thượng, Phú Kim thuộc huyện Thạch Thất cũ, trong đợt Sáp nhập tỉnh, thành Việt Nam 2025.

## Hành chính
Xã Thạch Thất được thành lập theo Nghị quyết số 1656/NQ-UBTVQH15 của Ủy ban Thường vụ Quốc hội Việt Nam, ban hành ngày 16 tháng 6 năm 2025. Theo đó, sắp xếp toàn bộ diện tích tự nhiên, quy mô dân số của thị trấn Liên Quan và các xã Cẩm Yên, Đại Đồng, Kim Quan, Lại Thượng, Phú Kim thuộc huyện Thạch Thất cũ thành xã mới có tên gọi là xã Thạch Thất.
Sau sắp xếp xã có diện tích tự nhiên 31,93 km2, quy mô dân số 57.449 người. Phía Bắc giáp xã Phúc Thọ, phía Tây giáp xã Đoài Phương, phía Đông giáp xã Hát Môn và xã Tây Phương, phía Nam giáp xã Hạ Bằng. Trụ sở xã đặt tại đường 419.